# おもちゃの王国
おもちゃの王国(Babes in Toyland)とは、1961年12月14日にアメリカ合衆国で公開されたディズニーのミュージカル映画。
この映画は、ヴィクター・ハーバート作曲によるオペレッタ「おもちゃの国の赤ん坊たち（Babes In Toy land）」に基づいている。この『ベイブズ・イン・トイランド』という題名のメディア作品には幾つか存在するが（参照）、映画では2作目で初のカラー映画である。

## キャスト
| 役名               | 俳優                                                                                           | 日本語吹替 | 日本語吹替                                          |
| 役名               | 俳優                                                                                           | 劇場公開版 | VOD版                                               |
| ------------------ | ---------------------------------------------------------------------------------------------- | ---------- | --------------------------------------------------- |
| バーナビー         | レイ・ボルジャー                                                                               |            | 小島敏彦                                            |
| メアリー           | アネット・ファニセロ                                                                           | 二木てるみ | 三石琴乃                                            |
| トム               | トミー・サンズ                                                                                 | 太田博之   | 鳥畑洋人                                            |
| おもちゃ博士       | エド・ウィン                                                                                   |            | 岸野一彦                                            |
| グルミオ           | トミー・カーク                                                                                 |            | 草尾毅                                              |
| ゴンゾーゴ         | ヘンリー・カルヴィン                                                                           |            | 金子由之                                            |
| ロデリゴ           | ジーン・シェルドン                                                                             |            |                                                     |
| マザー・グース     | メアリー・マッカーシー                                                                         |            | 沢田敏子                                            |
| ボー・ピープ       | アン・ジリアン                                                                                 |            |                                                     |
| ボーイ・ブルー     | ケヴィン・コーコラン                                                                           |            |                                                     |
| シンギング・ツリー | サール・レイブンズクロフト ビル・リー ビル・コール マックス・スミス キャンディ・キャンディード |            |                                                     |
| その他             |                                                                                                |            | 岡珠希 田中雄士 上村祐翔 宮本侑芽 永嶌花音 浜田賢二 |

- 劇場公開版 - 1970年3月21日公開[4]。
- VOD版 - dTV、ビデオマーケット、Disney+などで配信されている。

演出：百瀬浩二、翻訳：桜井裕子、録音制作：グロービジョン、日本語版制作：DISNEY CHARACTER VOICES INTERNATIONAL, INC.